# 艾莉·阿吉拉爾
艾莉森·佩奇·阿吉拉爾（英語：Alison Paige Aguilar，1995年8月28日—）是一名出生於美國加利福尼亞州的壘球選手，司職游擊手。她曾隨隊參加2020年夏季奧林匹克運動會壘球比賽，結果獲得銀牌。

## 外部連結
- 艾莉·阿吉拉爾的Instagram帳戶